# 郭瑞人
郭瑞人（1905年2月—1995年），祖籍福建泉州，生于厦门，新加坡归国华侨，中华人民共和国政治人物，中华全国归国华侨联合会原副主席，福建省人大常委会原副主任，第三、四、五、六、七届全国人大代表。